# Travers Twiss

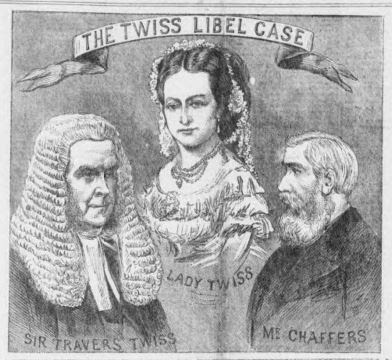
Illustratie van de lasterzaak rond Twiss (Illustrated Police News, 1872)

Sir Travers Twiss (Londen, 19 maart 1809 – 14 januari 1897) was een Britse advocaat en rechtsgeleerde. Aan koning Leopold II van België leverde hij de volkenrechtelijke verantwoording om de Onafhankelijke Congostaat op te richten.

## Leven
Twiss was de oudste zoon van dominee Robert Twiss. Hij studeerde wiskunde en klassieke filologie aan University College in Oxford, waar hij vervolgens bursar, decaan en tutor werd. In maart 1838 werd hij Fellow van de Royal Society. Parallel aan zijn academische bezigheden begon Twiss in 1840 een advocatenpraktijk, door barrister te worden aan Lincoln's Inn in Londen. Later werkte hij aan de Doctors' Commons. Naast burgerlijke zaken pleitte hij veel voor kerkelijke rechtbanken. Dit leidde tot diverse functies in de Anglicaanse kerk, onder meer het vicariaat-generaal van het aartsbisdom Canterbury. De academische loopbaan van Twiss bracht hem tot het hoogleraarschap in Oxford, eerst een leerstoel politieke economie (1842) en dan burgerlijk recht (1855). Daarnaast was hij professor internationaal recht aan King's College London (1852-1855).
In 1862 trouwde hij te Dresden met de Nederlandse Marie van Lynseele, een adellijke adoptiedochter van de Poolse generaal Felix Jastreuski. Dit huwelijk stelde een einde stelde aan zijn fellowship in Oxford. Het verloren inkomen vulde hij aan door advocaat-generaal van de Admiraliteit te worden en in 1867 advocaat-generaal van de koningin. Dat jaar werd hij onderscheiden met de titel Knight Bachelor.
De carrière van Twiss stortte in door een schandaal. In 1871 legde Alexander Chaffers een affidavit neer in het Bow Street Magistrates' Court, waarin hij Twiss' vrouw ervan beschuldigde dat ze geen adellijke dame was, maar de Belgische Pharaïlde van Lynseele, alias de voormalige prostituee Marie Gelas. Chaffers was een vroegere klant van haar, die tot actie was overgegaan omdat ze gestopt was zijn afpersingsfacturen te betalen. De vrouw van Twiss ontkende alles en kloeg Chaffers aan voor laster. Hij werd gevangen gezet, maar na een slecht verlopen kruisverhoor in maart 1872 vluchtte Van Lynseele halsoverkop naar Zwitserland. De vrijgesproken Chaffers bleef het echtpaar zo hardnekkig juridisch achtervolgen, dat zijn gedrag aanleiding was voor de eerste Engelse wet tegen afpersing (1873) en voor de wetgeving rond tergend procederen (1896).
De vernederde Twiss nam ontslag uit al zijn ambten en begon in het buitenland een leven van volkenrechtelijke publicaties. Voor het Institut de Droit International schreef hij in 1878 een rapport over de internationalisering van het Suezkanaal en in 1880 over de toepassing van het volkenrecht op oosterse landen. Hij werd ingehuurd door de Belgische koning Leopold II, die voor zijn koloniale plannen in Congo geen steun kreeg van de Belgische politieke wereld en vastbesloten was dan maar in eigen naam te opereren. In zijn geschriften beschouwde Twiss niet-Europese naties als gelijkwaardig, maar in stamgebieden waar er geen reële territoriale soevereiniteit heerste, bepleitte hij een recht op kolonisatie door Europeanen in naam van de zogenaamde beschavingsmissie. Zelf hielp hij Leopold de Association internationale du Congo (AIC), die Congolees grondgebied onder haar feitelijk gezag had gebracht, te transformeren tot de Onafhankelijke Congostaat. Waar hij eerder met betrekking tot Oregon had verdedigd dat een private vereniging als agent van een soevereine staat grond in bezit kon nemen, maar niet op eigen houtje soevereine rechten verwerven, betoogde hij nu het omgekeerde. Steunend op middeleeuwse precedenten als de Teutonische Orde en de Hospitalieters, stelde Twiss dat private verenigingen grond konden verwerven bij verdrag en daarop een soevereine staat stichten. Binnen het Institut de Droit International overtuigde hij invloedrijke leden als Emile de Laveleye en Gustave Moynier, die voorheen de neutraliteit van de Congostroom hadden verdedigd.
De eerste doorbraak was de erkenning van de vlag van de AIC door de Verenigde Staten op 22 april 1884, wat de organisatie de facto internationale rechtspersoonlijkheid verschafte. Hoewel de AIA niet aanwezig mocht zijn op de Koloniale Conferentie van Berlijn in 1884-1885, werden haar rechten er wel erkend en lag de weg open voor de realisatie van Leopolds project. Op deze conferentie zat Twiss de commissie voor die de regels van effectieve bezetting opstelde, een cruciaal document in het organiseren van de Scramble for Africa. In opvolging van Égide Arntz had Twiss ook de grondwet van "Equatoriaal Afrika" geschreven die aan de mogendheden was voorgelegd. Zijn biograaf Fitzmaurice meent dat de jurist een cruciale rol speelde in de erkenning van de Onafhankelijke Congostaat en ziet in zijn werkwijze grote overeenkomsten met de manier waarop hij eerder een bescheiden vrouw van lichte zeden sociaal aanvaardbaar had gemaakt door haar een nieuwe identiteit aan te meten.

## Publicaties
- The Oregon Territory. Its History and Discovery, New York, Appleton, 1846
- View of the Progress of Political Economy in Europe since the Sixteenth Century, London, Longman, Brown, Green, and Longmans, 1847
- The Law of Nations Considered as Independent Political Communities. On the Rights and Duties of Nations in Time of Peace, Oxford, University Press, 1861 (herziene editie 1884)
- Monumenta Juridica. The Black Book of the Admiralty, 1871
- La libre navigation du Congo, in: Revue de Droit International, 1883, p. 437-442 en p. 547-563; 1884, p. 237-246
- An International Protectorate of the Congo River, in: Law Magazine and Review, 1883, p. 1–20
- An International Protectorate of the Congo River, London, Pewtress & Co, 1883
- Le Congrès de Vienne et la Conférence de Berlin, in: Revue de Droit International, 1885, p. 201-217

## Voetnoten
1. ↑  Fitzmaurice 2009, p. 150
2. ↑  Fitzmaurice 2010, p. 112
3. ↑  Fitzmaurice 2014, p. 277
4. ↑  Fitzmaurice 2014, p. 283-284

- Bibsys: 2105050
- Bibliothèque nationale de France: cb12314495r (data)
- CiNii: DA02162681
- Gemeinsame Normdatei: 128768800
- International Standard Name Identifier: 0000 0001 0915 5613
- Library of Congress Control Number: n84214167
- Nationale bibliotheek van Australië: 35559485
- Nationale Bibliotheek van Israël: 987007279195805171
- Nederlandse Thesaurus van Auteursnamen: 088955249
- Réseau des bibliothèques de Suisse occidentale: 02-A003916313
- SNAC: w61861gv
- Système universitaire de documentation: 032038682
- Trove: 995801
- Virtual International Authority File: 73921034
- WorldCat: E39PBJp68KdK6gqFMvGVR3yfMP